# Crisis parciales simples
Las crisis parciales simples son crisis convulsivas que afectan únicamente una pequeña región del cerebro, frecuentemente el lóbulo temporal o el hipocampo. Los pacientes afectados por crisis parciales simples conservan la conciencia.
Cuando los efectos de una crisis parcial simple aparecen como un 'signo de alerta' antes de la aparición de una convulsión generalizada se los conoce como aura. Es frecuente que una crisis parcial se extienda a otras partes del cerebro, dando como resultado una crisis parcial compleja, o que finalmente se generalice, provocando una convulsión tónico-clónica. La experiencia subjetiva del aura, como en otras crisis parciales, tenderá a reflejar la función de la parte del cerebro afectada.

## Características clínicas
La principal característica de una crisis parcial simple es la ausencia de alteración del estado de conciencia. Las crisis parciales simples son una experiencia muy subjetiva, y sus síntomas tienen una gran variabilidad de persona a persona. Esto se debe a las diferentes partes del cerebro que pueden ser afectadas por la crisis, por ejemplo, la cisura rolándica (o área centrotemporal) en las epilepsias rolándicas de la infancia. Las crisis parciales simples pueden pasar inadvertidas para los observadores externos, o ser subestimadas como una 'peculiaridad' del paciente. Este tipo de crisis generalmente son de inicio súbito y corta duración, y es poco común que ocurran de manera aislada ya que generalmente conducen a algún tipo de generalización.
Además de la ausencia de alteración del estado de conciencia, los síntomas más frecuentes son:
- Sensaciones súbitas e inexplicables de miedo, ira, tristeza o felicidad
- Náuseas
- Sensación de movimiento o caída
- Experiencia de sensaciones o sentimientos inusuales
- Alteración de los sentidos del oído, olfato, gusto, visión o tacto (alucinaciones sensoriales)
- Sensación de que el ambiente no es real (desrealización) o de desprendimiento del ambiente (despersonalización)
- Sensación de distorsión espacial (objetos cercanos se perciben como lejanos)
- Dolor de lengua
- Parálisis del sueño
- Déjà vu (falsa sensación de familiaridad) o jamais vu (falsa sensación de infamiliaridad)
- Dificultad o inhabilidad para el lenguaje hablado
- Recuerdos detallados del episodio después de finalizado

Cuando la crisis ocurre durante el sueño, la persona generalmente está semi-consiente y actúa el contenido de un sueño mientras interactúa con el ambiente de manera normal, y los objetos y las personas generalmente son percibidas de manera normal o ligeramente distorsionadas, manteniéndose la capacidad de comunicación dentro de límites más o menos normales. Sin embargo, como la persona se encuentra en un estado similar al sueño, incorpora sus alucinaciones o ilusiones dentro de su comunicación, frecuentemente hablándole a una alucinación de una persona o hablando de eventos o pensamientos que pertenecen al sueño o alucinación.[cita requerida]
Dentro del sueño los síntomas pueden incluir:
- Inicio generalmente dentro del sueño REM
- Estado de ensoñación
- Apariencia de conciencia completa
- Alucinaciones o ilusiones
- Comportamiento o visiones típicos de los sueños
- Habilidad para interactuar con el ambiente y otras personas como si se estuviera completamente consciente, pero frecuentemente con comportamiento anormal, errático o incoherente
- Amnesia completa o asimilación del recuerdo como si fuera un sueño una vez recuperado el estado de vigilia

Aunque pueden darse alucinaciones o percepciones irreales dentro de las crisis parciales simples, estas se diferencian de los estados psicóticos en que la persona es consiente de que la alucinación no es real.